# 체라스 (슬랑오르)
체라스(말레이어: Cheras)는 쿠알라룸푸르와 카장의 변두리에 있는 지역이다. 슬랑오르 주에 속한다. 주택지역, 쇼핑지역 및 고속도로와 간선도로가 발달했다.